# 美里別川
美里別川（びりべつがわ）は、北海道十勝総合振興局管内を流れる十勝川水系利別川支流の一級河川である。地名語源は、アイヌ語のピリ・ペッ（渦の川）から。

## 地理
北海道河東郡上士幌町と足寄郡足寄町の境にあるピリベツ岳に源を発し、北西に位置する石狩山地、北東に位置する足寄台地と南西に位置する押帯台地の谷間に沿って南東に流れる。本別市街地の本別大橋手前で利別川に合流する。合流点から上流1.7㎞が河川法施行令2条7号区間に指定されている。利別川の支川では河川延長が最長である。

## 利水
美里別川には芽登第一発電所やその下流の芽登第二発電所などがある。これらの発電所へは美里別川の河川水だけでなく、発電資源の有効活用のため十勝川水系音更川の元小屋ダムから導水トンネル等を通じて送水が行われている。
芽登第二発電所への導水施設として用いられた旧茂喜登牛水路橋は土木学会選奨土木遺産に認定されている。
さらに芽登第二発電所の下流の活込ダムにおいて、河川水は導水路を経由して利別川の足寄発電所へ送られ、利別川の仙美里ダムから本別発電所に送られている。

## 流域の自治体
北海道
足寄郡足寄町、中川郡本別町

## 自然
- 美里別滝
  - 上流部にある落差約7mの渓流瀑（斜瀑）

## 主な支流
- ポンビリベツ川
- ホロカビリベツ川
- ヌカナン川
- ウエンベツ川
- キトウシ川
- 芽登川

## 主な橋梁
- 上美里別橋（北海道道88号本別留辺蘂線）
- 美里別橋（北海道道88号本別留辺蘂線）
- 常盤橋（北海道道88号本別留辺蘂線、北海道道468号清水谷足寄線）
- 紅葉橋（国道241号）
- 活汲橋（北海道道770号美里別本別停車場線）
- 美里別川橋（E61道東自動車道端野支線）

## 河川施設
- ビリベツ取水堰
- 宇煙取水ダム
- 活込ダム（足寄湖）[6]

## 観測所
- 美里別川（水位・雨量）[7]